# Schoenocaulon texanum
Schoenocaulon texanum är en nysrotsväxtart som beskrevs av Scheele. Schoenocaulon texanum ingår i släktet Schoenocaulon och familjen nysrotsväxter. Inga underarter finns listade.